# L'affare si complica (film 1942)
L'affare si complica è un film italiano del 1942 diretto da Pier Luigi Faraldo.

## Trama
Durante una vacanza un gruppo di una dozzina di persone viene invitato da un ricco industriale, che ha una figlia giovane e affascinante, a soggiornare nella sua villa in campagna. Durante un pranzo, improvvisamente viene a mancare la corrente elettrica: nel buio più completo, gli ospiti vengono presi dal panico e quando la luce viene ripristinata si accorgono che è sparito un braccialetto prezioso di perle con brillanti. Un giovane intraprendente della comitiva si improvvisa investigatore dilettante per cercare di sbrigliare la matassa, anche perché si è innamorato della fanciulla e quindi cerca di fare bella figura ai suoi occhi. Gli interrogatori però si prolungano eccessivamente: durante le indagini vengono alla luce diversi retroscena poco edificanti di ciascun villeggiante, e ciascuno accusa reciprocamente l'altro di aver commesso il misfatto. Alla fine il bracciale viene ritrovato; il donatore, per evitare di essere scoperto, rivela di averlo fatto sparire intenzionalmente perché in realtà è falso. Chiariti tutti gli equivoci, l'improvvisato detective si sposa con la figlia dell'industriale.

## Distribuzione
Il film, girato negli studi della Titanus, ebbe una distribuzione irregolare. Ottenuto il visto di censura n. 31.738 del 2 ottobre 1942, nelle città del nord venne proiettato nel novembre 1942, a Napoli nell'aprile del 1943 e a Roma nel gennaio del 1944. Nel dopoguerra venne ripresentato nella primavera del 1948 e successivamente sparì dalla circolazione. Invedibile da decenni, attualmente, tranne una decina di fotografie di scena, è introvabile.

## Critica
(L. O., Il Messaggero, 29 gennaio 1944)